# Sitona humeralis
Sitona humeralis is een keversoort uit de familie snuitkevers (Curculionidae). De soort is wetenschappelijk beschreven door de Engelse entomoloog James Francis Stephens en voor het eerst geldig gepubliceerd in 1831. Het leeft op Medicago falcata (sikkelklaver) en Trifolium (klaver). Vaak leidt het tot een plaag van klaver en wikke (Edwards en Heath 1964).

## Kenmerken
Volwassen exemplaren zijn klein (3-4 mm). De grijsbruine snuitkever heeft een kort rostrum en een centrale groef op het hoofd die tot ver achter de ogen reikt, in tegenstelling tot de kortere groef op Sitona lineata.

## Voorkomen
Sitona humeralis komt in bijna heel Europa voor en West-Azië. In 1974 is deze soort ook waargenomen in Nieuw-Zeeland. In 1975 is het gevonden op boten uit Australië die sinaasappelen vervoerden . 